# August Joseph Stradal
August Joseph Stradal (* 17. Juli 1815 in Leitmeritz; † 5. November 1872 in Teplitz) war ein österreichischer Politiker.

## Leben und Wirken
Stradal stammte aus einer in Leitmeritz seit dem Mittelalter ansässigen deutschböhmischen Patrizierfamilie und war der Sohn des promovierten Juristen Franz Stradal und Bruder von Johann Heinrich Stradal und Rudolph Stradal. Nach dem Schulbesuch studierte er ab 1835 Rechtswissenschaften an der Universität Wien und promovierte 1839 zum Doktor der Rechte.
Er war zunächst als Beamter im Fiskalamt in Prag tätig und ließ sich 1850 als Advokat in Trautenau nieder. 1858 wechselte er in dieser Funktion in seine Heimatstadt Leitmeritz. Von 1848 bis 1849 war er Abgeordneter des Reichstags.